# إيان بي غريفين
إيان بي غريفين (بالإنجليزية: Ian P. Griffin)‏ (و. 1958 – م) هو عالم فلك من المملكة المتحدة .

## التعليم
تعلم في كلية لندن الجامعية

## مناصب وهيئات
أدار معهد مراصد علوم الفضاء.